# Allium spurium
Allium spurium — вид рослин з родини амарилісових (Amaryllidaceae); поширений у північно-східній частині Азії.

## Опис
Цибулина одиночна або парна, від циліндричної до циліндрично-конічної, 0.5–1.5 см у діаметрі, прикріплена до підземного, зазвичай не густого кореневища; оболонка білувато-сіра. Листки вузьколінійні, прямі, коротші або довші від стеблини, (1.5)2–4 мм завширшки, від плоских до опукло-плоских, м'ясисті, краї шершаві. Стеблина (20)30–40 см, кругла в перерізі, не кутаста, безкрила, вкрита листовими піхвами лише в основі. Зонтик нещільно напівсферичний, багатоквітковий. Оцвітина білувато-рожева або від трояндо-рожевої до рожево-бузкової, блискуча; сегменти з червоною тонкою серединною жилкою, вузько-еліптичні або довгасто-еліптичні, 4.5–5.5(6) × 1.5–2 мм, верхівка від зрізаної до гострої; зовнішні човноподібні. 2n = 32. Період цвітіння: липень — серпень.

## Поширення
Поширення: Монголія, Китай — Хебей, Хейлунцзян, Цзілінь, Ляонін, Внутрішня Монголія, Росія — Сибір і Далекий Схід.
Населяє солоні луки, степи, піщані місця, іноді кам'янисті місця та скелі.